# Benjamin (tijdschrift)
Benjamin is een tijdschrift van Joods Maatschappelijk Welzijn in Amsterdam dat viermaal per jaar verschijnt.
Het blad heeft als doel het binden van mensen met een Joodse achtergrond en een brug slaan naar niet-Joden. Daarnaast staat het diverse en actuele aanbod van het JMW centraal.
De teksten op de website zijn geheel toegankelijk, en gratis te lezen.